# باشگاه فوتبال ریسینگ کلاب واریک
باشگاه فوتبال ریسینگ کلاب وارویک (به انگلیسی: Racing Club Warwick Football Club) یک باشگاه فوتبال در شهر وارویک، کشور انگلستان است که در سال ۱۹۱۹ میلادی تأسیس شده‌است.